# Détroit de Lembeh
Le détroit de Lembeh est un chenal maritime situé en mer des Moluques, en Indonésie, dans le Nord-Est de l'île de Célèbes. Il se localise à 40 km de la ville de Manado, capitale de la province de Sulawesi du Nord. Long de 23,7 km et large en moyenne d'un kilomètre, il sépare la côte de Sulawesi de l'île de Lembeh, dont il porte le nom.

## Tourisme
Le détroit est connu pour sa biodiversité marine, qui inclut notamment des mollusques nudibranches.